# Rodrigo de Noronha

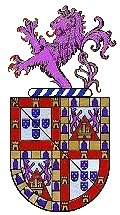
Brasão de Armas da família Noronha.

D. Rodrigo de Noronha, (? – Évora, Setembro de 1477) foi Bispo de Lamego, confessor real, Capelão-Mor em Portugal e Regedor da Casa da Suplicação em 1476. Foi Governador e Protector da Universidade de Lisboa.

## Relações familiares
filho legitimado por carta de 13 de Agosto de 1444 de D. Pedro de Noronha (1379 - Lisboa, 12 de Agosto de 1452), bispo de Évora, e de Branca Dias Perestrelo (c. 1390 -?), filha de Fillipo Pallastrelli e de Catarina Vicente.